# Mawlaik
Mawlaik är en stad i Myanmar. Den ligger i Sagaingregionen, i den nordvästra delen av landet, 500 km norr om huvudstaden Naypyidaw. Mawlaik ligger 129 meter över havet och folkmängden uppgår till cirka 9 000 invånare.

## Geografi
Terrängen runt Mawlaik är kuperad åt sydväst, men åt nordost är den platt. Runt Mawlaik är det glesbefolkat, med 17 invånare per kvadratkilometer. Trakten runt Mawlaik består till största delen av jordbruksmark.